# La Yole
La Yole est un tableau réalisé en 1875 par le peintre français Auguste Renoir. De format horizontal, cette huile sur toile est une scène de genre exécutée dans un style impressionniste. Elle représente deux jeunes femmes en chapeau dans une yole sur la Seine, qu'un train s'apprête à franchir par un pont ferroviaire. Achetée en 1982, elle est conservée à la National Gallery, à Londres, au Royaume-Uni.